# Drew Gallacher
Drew Gallacher, né en 1945 et décédé brutalement le 22 mai 1997 à Girvan (Ayrshire), dit The King of the Scottish forests, était un ancien pilote automobile écossais de rallyes.

## Biographie
Sa carrière s'étale de la fin des années 1960 à 1981, avec plusieurs interruptions, notamment à la suite de son mariage en 1969, et après son premier titre national en 1973. En  1981 le manque de sponsor met un terme à sa carrière.
Son meilleur classement en championnat du monde est une 13e place au RAC Rally, en 1973 avec Ian Muir sur Ford Escort RS1600.
Il n'a jamais pu s'imposer dans le rallye d'Écosse, terminant deux fois 5e (1980 et 1981), et une fois 6e (1978).
À son retrait de la compétition, il a développé une affaire de commerce et de transport de fruits et légumes en Écosse, basée dans son importante ferme.

## Titres
- Quadruple Champion d'Écosse des rallyes (SRC - record, partagé avec David Bogie en 2011, 31 années plus tard): 1973 (copilote I.Muir, sur Ford Escort RS1600), 1978 et 1979 (copilote David McHarg, sur Ford Escort), puis 1980 (copilote John Eyres, sur Vauxhall Chevette).